# Rajabud Yoh
Rajabud Yoh, Yoh, Yuva hay Nyô (? - 1828) vương hiệu đầy đủ Chao Raja Putra Sadet Chaofa Jaya Yoh, là một phó vương (uparaja) của Vương quốc Champasak, trị vì từ năm 1819 đến năm 1827. Ông là con trai thứ ba của Anouvong.